# BBガールズ
BBガールズ（ビービーガールズ ）は、日本の女性二人組音楽グループ。所属事務所はパームトーン・エージェンシー、所属レコード会社はPALMTONE RECORDS。プロデューサーは冴沢鐘己。

## メンバー
- 田嶋 ゆか（たじま ゆか、通称は タジ、11月26日生）ボーカル担当。和歌山県出身[2]
- 万木 嘉奈子（ゆるぎ かなこ、通称は カナ、3月6日生）キーボードとコーラス担当。京都市出身

## 主な活動
- 2012年（平成24年） - fm GIGのラジオ「まだまだGIRLでいいかしら」開始と同時に結成。
- 2013年（平成25年） - パームトーン・エージェンシーと所属契約し、PALMTONE RECORDSより「まだまだGIRLでいいかしら」でCDデビュー。
- 2016年（平成28年） -  FMはしもとでレギュラー番組「人生はミラーボール」スタート。
- 2019年（令和1年） - スパリゾートグループ「水春」サウンドロゴ担当。
- 2021年（令和3年） - 2nd.アルバム『メルシュトレエム』収録曲「アタシはバリア」が、静岡放送「Soleいいね!」「お買い物いいね!」2021年10月クールエンディング曲となる。
- 2022年（令和4年） - 2nd.アルバム『メルシュトレエム』収録曲「のら猫は一生懸命」が、テレビ朝日「凪咲とザコシ」2022年4月度エンディング曲となる[3]。

## ディスコグラフィー
- 2013年7月 - 1st.シングル「まだまだGIRLでいいかしら」
- 2014年7月 - 2nd.シングル「ガーディアン・エンジェル」
- 2016年4月 - 3rd.シングル「風のファンタジスタ」（PVに、当時アミティエSC京都所属だった岡本秀雄選手が出演）[4]
- 2017年10月 - 4th.シングル「恋してオムレツ／夜明けの月に」
- 2019年0月 - 1st.アルバム「ラ・ブラバ（LA BRAVA）」
- 2020年6月 - 5th.シングル「アタシはバリア／天界の雫」（配信のみ）
- 2020年12月 - 6th.シングル「マンハッタン・ラプソディ」（配信のみ）
- 2020年12月 - 2nd.アルバム「メルシュトレエム」（静岡放送「Soleいいね!」「お買い物いいね!」2021年10月クールエンディング曲「アタシはバリア」、テレビ朝日「凪咲とザコシ」2022年4月度エンディング曲「のら猫は一生懸命」収録）

## ラジオ
- まだまだGIRLでいいかしら（fm GIG　金曜 21：00 - 23:00、2012年 - ）
- 人生はミラーボール（FMはしもと　木曜 19:00-19:29、2016年 - ）